# Herencia
Herencia è un comune spagnolo di 8 758 abitanti situato nella comunità autonoma di Castiglia-La Mancia.